# Lindsey Vonn

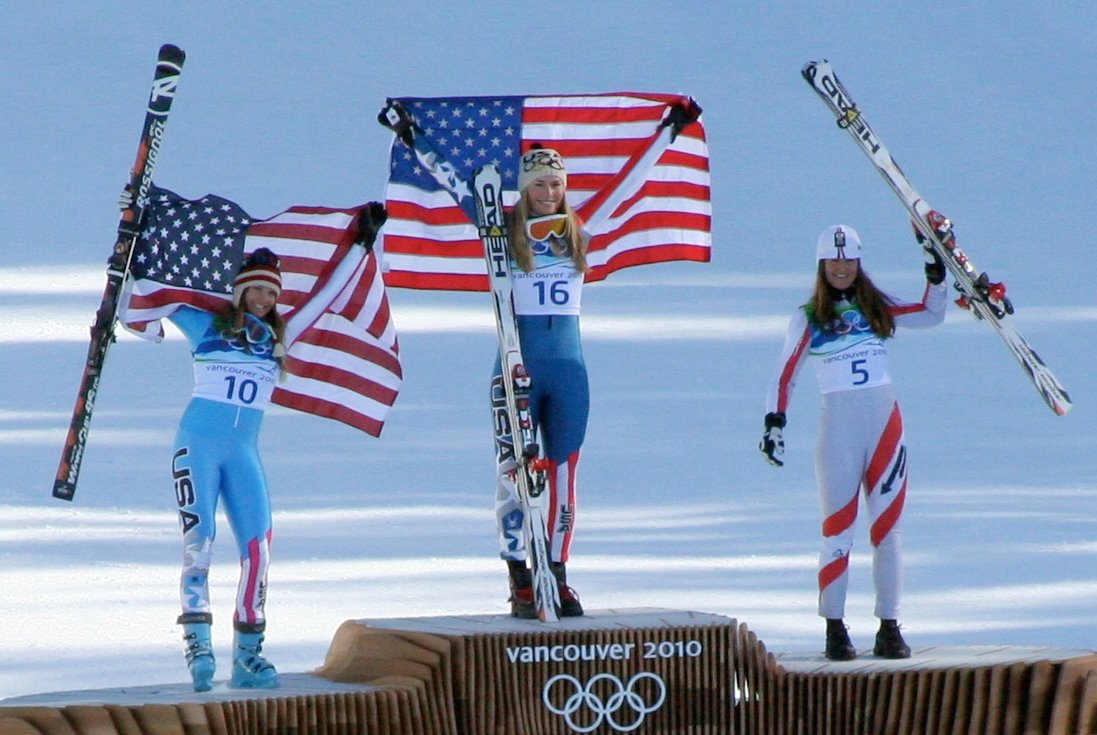
Lindsey Vonn na het winnen van de olympische afdaling in Vancouver (2010)

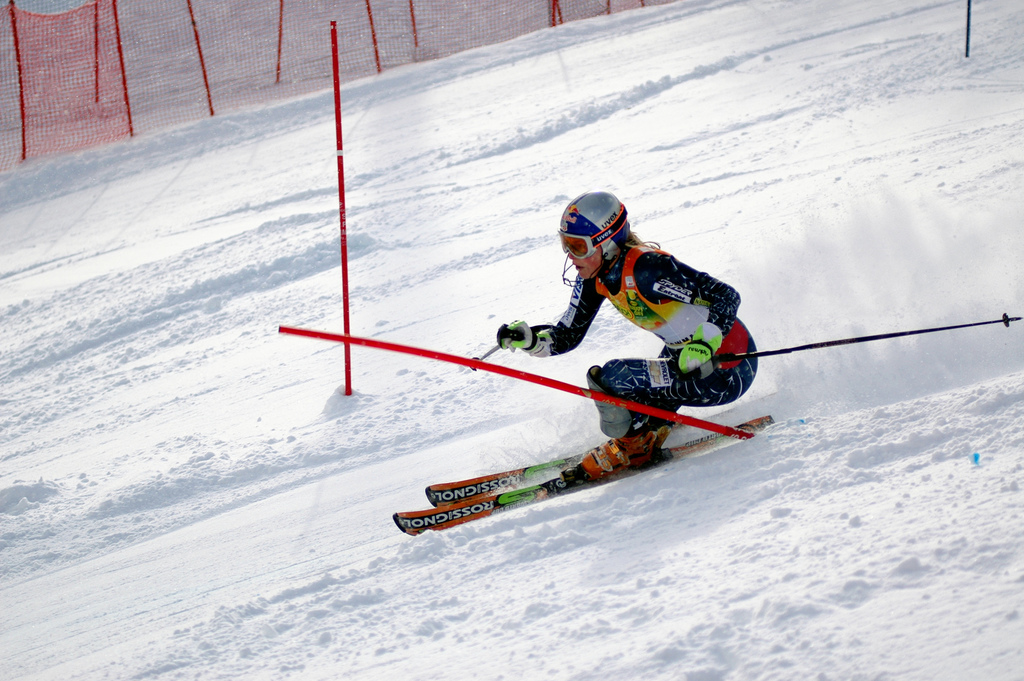
Lindsey Vonn tijdens de slalom in Aspen (2006)

Lindsey Vonn (2010) met acht kristallen bokalen en haar twee olympische medailles

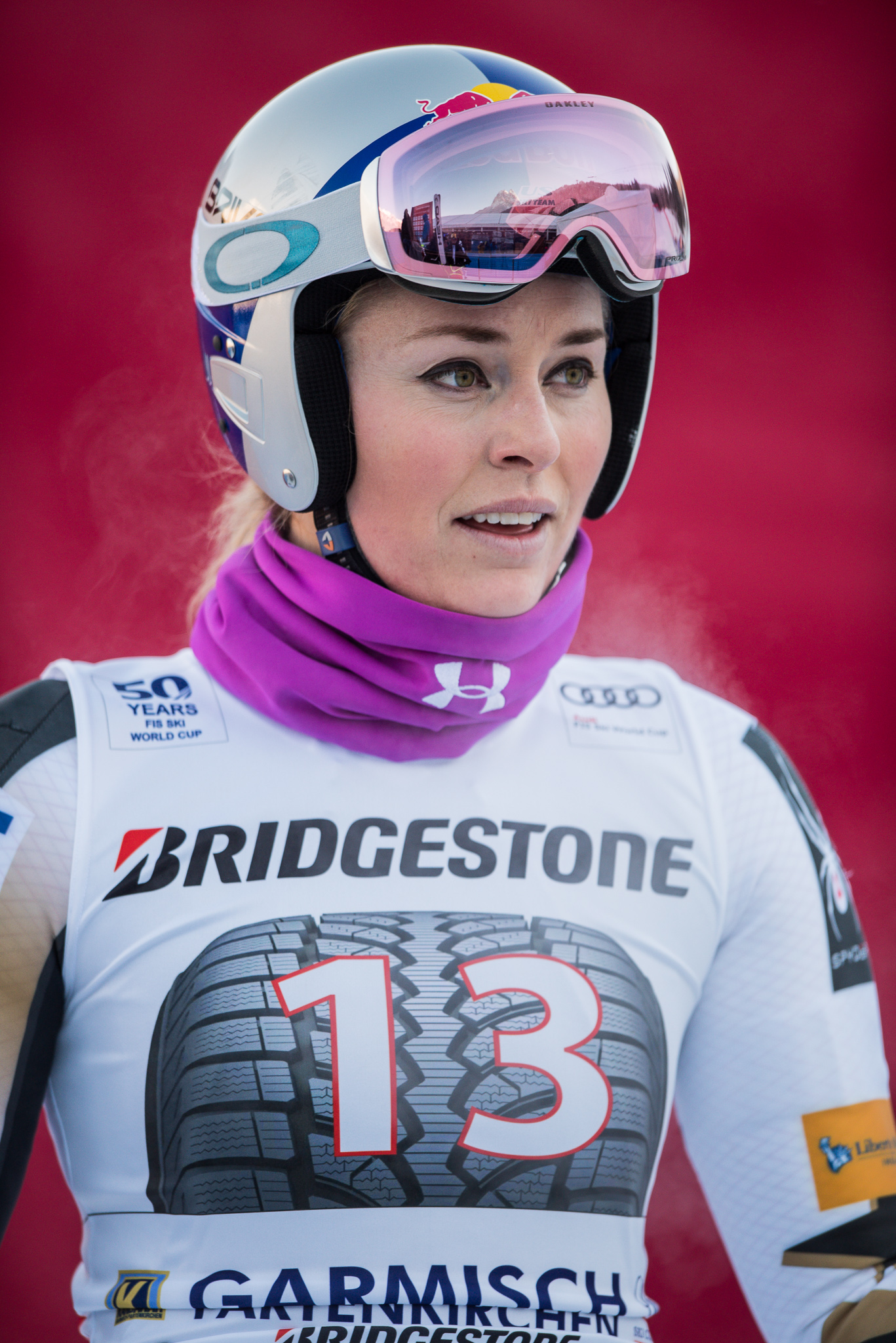
Lindsey Vonn in 2017)

Lindsey Caroline Vonn, geboren Kildow, (Saint Paul (Minnesota), 18 oktober 1984) is een Amerikaanse alpineskiester. In het seizoen 2007-2008 won zij de algemene wereldbeker en die op de afdaling. Ze behaalde een gouden medaille op de afdaling op de Olympische Winterspelen van 2010 in Vancouver. Op 24 januari 2016 won ze haar 75e wereldbekerwedstrijd, een verbetering van het record van Annemarie Moser-Pröll.

## Skicarrière
Vonn maakte haar wereldbekerdebuut op 18 november 2000 in Park City. In december 2001 scoorde ze in Val d'Isère haar eerste wereldbekerpunten. Tijdens de Olympische Winterspelen 2002 in eigen land in Salt Lake City eindigde de Amerikaanse als zesde op de combinatie en als 32e op de slalom. In januari 2004 behaalde Vonn in Cortina d'Ampezzo haar eerste toptienklassering in een wereldbekerwedstrijd. Op 3 december 2004 in Lake Louise won zij haar eerste wereldbekerwedstrijd, tevens haar eerste podiumplaats, op de afdaling. In de daarop volgende twee maanden zou ze nog vijfmaal het wereldbekerpodium halen. Op de wereldkampioenschappen alpineskiën 2005 in Bormio eindigde ze als vierde op zowel de afdaling als de supercombinatie en als negende op de Super G, maar op de reuzenslalom finishte ze niet. Tijdens de Olympische Winterspelen 2006 in Turijn eindigde ze als achtste op de afdaling nadat ze een dag eerder nog ten val was gekomen tijdens de training. Op de combinatie viel ze uit. Daarna behaalde ze nog een zevende plaats op de Super G en een veertiende op de slalom.
In het seizoen 2006-2007 behaalde Vonn drie zeges, twee op de afdaling en één op de Super G. Op de Wereldkampioenschappen alpineskiën 2007 in het Zweedse Åre won zij op zowel de afdaling als de Super G de zilveren medaille, op de supercombinatie werd ze gediskwalificeerd. Het seizoen daarna, 2007-2008, won Vonn zes wereldbekerwedstrijden. Vijf keer op de afdaling en één op de supercombinatie. Aan het eind van het seizoen mocht de Amerikaanse zowel de algemene wereldbeker als die op de afdaling in ontvangst nemen. In het seizoen 2008-2009 behaalde Vonn negen zeges waarvan vier op de Super G, twee op de slalom, twee op de afdaling en één op de supercombinatie. In Val d'Isère nam ze deel aan de wereldkampioenschappen alpineskiën 2009. Op dit toernooi behaalde de Amerikaanse op de openingsdag haar eerste wereldtitel, op de Super G, een paar dagen later gevolgd door de wereldtitel op de afdaling. Vonn deed ook mee op de andere evenementen zoals de slalom en de combinatie. Dat ging niet goed, omdat Vonn haar duim had opengesneden aan een champagnefles. Tijdens de Olympische Winterspelen van 2010 in Vancouver veroverde ze de gouden medaille op de afdaling, daarmee was ze de eerste Amerikaanse vrouw die de olympische afdaling won, en de bronzen medaille op de Super G. Op de overige drie onderdelen, slalom, reuzenslalom en supercombinatie wist ze niet te finishen. In het seizoen 2009/2010 prolongeerde ze de eindzege in de algemene wereldbeker, daarnaast won zo ook de klassementen op de afdaling, de Super G en de supercombinatie.
Tijdens het winterseizoen 2010-2011 won Vonn het wereldbekerklassement in zowel de afdaling, super G als supercombinatie. Ze verloor de overall wereldbeker aan Maria Höfl-Riesch. Op de wereldkampioenschappen alpineskiën 2011 in Garmisch-Partenkirchen sleepte Vonn de zilveren medaille in de wacht op de afdaling, daarnaast eindigde ze als zevende op de Super G en wist ze niet te finishen op de supercombinatie. Op 22 oktober 2011 boekte de Amerikaanse haar eerste wereldbekerzege op de reuzenslalom. Hiermee werd ze na Petra Kronberger, Pernilla Wiberg, Janica Kostelić en Anja Pärson de vijfde skiester die op alle vijf de onderdelen van het alpineskiën een wereldbekerwedstrijd heeft gewonnen. Tijdens het seizoen 2011/2012 haalde Vonn in totaal 1.980 punten. Daarmee verbrak ze het oude record van Janica Kostelić, die 1.970 punten in een seizoen had behaald. Op 5 februari 2013, tijdens de wedstrijd op de Super G van de wereldkampioenschappen alpineskiën in Schladming, kwam ze na een sprong verkeerd terecht, waarbij ze haar rechterknie ernstig blesseerde. Haar olympische titel kon ze dus niet verdedigen.
Op 18 januari 2015 won ze haar 62e wereldbekerwedstrijd, een evenaring van het record van Annemarie Moser-Pröll, een dag later verbrak ze het record met haar 63e wereldbekerzege. Op de Wereldkampioenschappen alpineskiën 2015 in Beaver Creek behaalde Vonn de bronzen medaille op de Super G. Op de afdaling eindigde ze als vijfde en op de reuzenslalom als veertiende. In het seizoen 2014/2015 won ze de wereldbeker op zowel de afdaling als de Super G. In het seizoen 2015/2016 won de Amerikaanse voor de achtste maal in haar loopbaan de wereldbeker op de afdaling. In Sankt Moritz nam ze deel aan de wereldkampioenschappen alpineskiën 2017. Op dit toernooi sleepte ze de bronzen medaille in de wacht op de afdaling, daarnaast eindigde ze als vijfde op de alpine combinatie en bereikte ze de finish niet op de Super G. Tijdens de Olympische Winterspelen van 2018 in Pyeongchang veroverde Vonn de bronzen medaille op de afdaling, daarnaast eindigde ze als zesde op de Super G en wist ze niet te finishen op de alpine combinatie. Op 14 maart 2018 boekte ze in Åre haar 82e wereldbekerzege.

## Blessures
Lindsey Vonn had mede door vele zware valpartijen veel blessures gedurende haar lange carrière. Een overzicht:
- februari 2006: zware kneuzingen en open wonden
- februari 2007: ingescheurde banden van rechterknie
- december 2009: zware kneuzing linkerbovenarm
- februari 2010: zware kneuzing rechterscheenbeen
- februari 2011: zware hersenschudding
- november 2012: hersenschudding
- februari 2013: breuk in rechterbeen en gescheurde kruisband rechterknie
- augustus 2015: gebroken linkerenkel
- februari 2016: breuken in linker- en rechterknie
- november 2016: gebroken arm

## Trivia
Van 2013 tot 2015 had ze een relatie met golflegende Tiger Woods. Als glamour couple baarden ze veel opzien. 

## Resultaten

### Titels
- Overall wereldbeker - 2008, 2009, 2010, 2012
- Olympisch kampioene afdaling - 2010
- Wereldkampioene afdaling - 2009
- Wereldkampioene super G - 2009
- Amerikaans kampioene super G - 2004
- Amerikaans kampioene slalom - 2004, 2008, 2009
- Afdaling wereldbeker - 2008, 2009, 2010, 2011, 2012, 2013
- Super G wereldbeker - 2009, 2010, 2011, 2012
- Combined wereldbeker - 2010, 2011, 2012

### Olympische Spelen
| Jaar | Plaats         | Resultaten                                                               |
| ---- | -------------- | ------------------------------------------------------------------------ |
| 2002 | Salt Lake City | 6e Combinatie 32e Slalom                                                 |
| 2006 | Turijn         | 7e Super G 8e Afdaling 14e Slalom DNF Combinatie                         |
| 2010 | Vancouver      | Afdaling · Super G · DNF Supercombinatie · DNF Slalom · DNF Reuzenslalom |
| 2018 | Pyeongchang    | Afdaling · 6e Super G · DNF Alpine combinatie                            |

### Wereldkampioenschappen
| Jaar | Plaats                 | Resultaten                                                        |
| ---- | ---------------------- | ----------------------------------------------------------------- |
| 2005 | Bormio                 | 4e Combinatie 4e Afdaling 9e Super-G DNF Reuzenslalom             |
| 2007 | Åre                    | Afdaling · Super-G · DSQ Super-Combinatie                         |
| 2009 | Val-d'Isère            | Afdaling · Super-G · DNFSlalom · DSQ Super-Combinatie             |
| 2011 | Garmisch-Partenkirchen | Afdaling · 7e Super-G · DNS(2) Supercombinatie                    |
| 2013 | Schladming             | DNF1 Super G                                                      |
| 2015 | Beaver Creek           | Super G · 5e Afdaling · 14e Reuzenslalom · DNF2 Alpine combinatie |
| 2017 | Sankt Moritz           | Afdaling · 5e Alpine combinatie · DNF1 Super G                    |
| 2019 | Åre                    | DNF1 Super G · Afdaling                                           |
| 2025 | Saalbach               | 15e Afdaling 16e Teamcombinatie DNF Super G                       |

### Wereldbeker
Eindklasseringen
| Seizoen   | Algm   | AD     | SL    | RS     | SG    | SC     |
| --------- | ------ | ------ | ----- | ------ | ----- | ------ |
| 2001/2002 | 93e    | 41e    | -     | -      | 35e   | -      |
| 2002/2003 | 118e   | 47e    | -     | -      | -     | -      |
| 2003/2004 | 30e    | 14e    | 38e   | 45e    | 26e   | -      |
| 2004/2005 | 6e     | 5e     | 28e   | 35e    | Brons | 5e     |
| 2005/2006 | 5e     | Zilver | 9e    | 49e    | 4e    | Brons  |
| 2006/2007 | 6e     | Brons  | 37e   | -      | Brons | 7e     |
| 2007/2008 | Goud   | Goud   | 32e   | 13e    | 6e    | Zilver |
| 2008/2009 | Goud   | Goud   | Brons | 8e     | Goud  | Zilver |
| 2009/2010 | Goud   | Goud   | 14e   | 28e    | Goud  | Goud   |
| 2010/2011 | Zilver | Goud   | 19e   | 12e    | Goud  | Goud   |
| 2011/2012 | Goud   | Goud   | 20e   | Zilver | Goud  | Goud   |
| 2012/2013 | 8e     | Goud   | -     | 20e    | 4e    | -      |
| 2013/2014 | 68e    | 36e    | -     | -      | 25e   | -      |
| 2014/2015 | Brons  | Goud   | -     | 29e    | Goud  | -      |
| 2015/2016 | Zilver | Goud   | 43e   | 18e    | Brons | 5e     |
| 2016/2017 | 19e    | 4e     | -     | -      | 12e   | -      |
| 2017/2018 | 10e    | Zilver | -     | -      | 9e    | 10e    |
| 2018/2019 | 83e    | 32e    | -     | -      | -     | -      |
|           |        |        |       |        |       |        |
| 2024/2025 | 29e    | 19e    | -     | -      | 13e   |        |

Wereldbekerzeges
| Nr | Datum            | Plaats                 | Onderdeel        |
| -- | ---------------- | ---------------------- | ---------------- |
| 01 | 3 december 2004  | Lake Louise            | Afdaling         |
| 02 | 3 december 2005  | Lake Louise            | Afdaling         |
| 03 | 17 december 2005 | Val-d'Isère            | Afdaling         |
| 04 | 3 maart 2006     | Hafjell                | Super G          |
| 05 | 2 december 2006  | Lake Louise            | Afdaling         |
| 06 | 20 december 2006 | Val d'Isère            | Afdaling         |
| 07 | 28 januari 2007  | Sansicario             | Super G          |
| 08 | 1 december 2007  | Lake Louise            | Afdaling         |
| 09 | 21 december 2007 | St. Anton              | Afdaling         |
| 10 | 22 december 2007 | St. Anton              | Super Combinatie |
| 11 | 19 januari 2008  | Cortina d'Ampezzo      | Afdaling         |
| 12 | 9 februari 2008  | Sestriere              | Afdaling         |
| 13 | 8 maart 2008     | Crans-Montana          | Afdaling         |
| 14 | 15 november 2008 | Levi                   | Slalom           |
| 15 | 5 december 2008  | Lake Louise            | Afdaling         |
| 16 | 17 januari 2009  | Altenmarkt-Zauchensee  | Super Combinatie |
| 17 | 30 januari 2009  | Garmisch-Partenkirchen | Slalom           |
| 18 | 1 februari 2009  | Garmisch-Partenkirchen | Super G          |
| 19 | 22 februari 2009 | Tarvisio               | Super G          |
| 20 | 1 maart 2009     | Bansko                 | Super G          |
| 21 | 11 maart 2009    | Åre                    | Afdaling         |
| 22 | 12 maart 2009    | Åre                    | Super G          |
| 23 | 4 december 2009  | Lake Louise            | Afdaling         |
| 24 | 5 december 2009  | Lake Louise            | Afdaling         |
| 25 | 18 december 2009 | Val d'Isère            | Super-Combinatie |
| 26 | 8 januari 2010   | Haus im Ennstal        | Afdaling         |
| 27 | 9 januari 2010   | Haus im Ennstal        | Afdaling         |
| 28 | 10 januari 2010  | Haus im Ennstal        | Super G          |
| 29 | 22 januari 2010  | Cortina d'Ampezzo      | Super G          |
| 30 | 23 januari 2010  | Cortina d'Ampezzo      | Afdaling         |
| 31 | 31 januari 2010  | Sankt Moritz           | Super G          |
| 32 | 6 maart 2010     | Crans-Montana          | Afdaling         |
| 33 | 12 maart 2010    | Garmisch-Partenkirchen | Super G          |
| 34 | 5 december 2010  | Lake Louise            | Super G          |
| 35 | 18 december 2010 | Val d'Isère            | Afdaling         |
| 36 | 19 december 2010 | Val d'Isère            | Super-Combinatie |
| 37 | 8 januari 2011   | Altenmarkt-Zauchensee  | Afdaling         |
| 38 | 21 januari 2011  | Cortina d'Ampezzo      | Super G          |
| 39 | 23 januari 2011  | Cortina d'Ampezzo      | Super-G          |
| 40 | 26 februari 2011 | Åre                    | Afdaling         |
| 41 | 6 maart 2011     | Tarvisio               | Super G          |
| 42 | 22 oktober 2011  | Sölden                 | Reuzenslalom     |
| 43 | 2 december 2011  | Lake Louise            | Afdaling         |
| 44 | 3 december 2011  | Lake Louise            | Afdaling         |
| 45 | 4 december 2011  | Lake Louise            | Super G          |
| 46 | 7 december 2011  | Beaver Creek           | Super G          |
| 47 | 15 januari 2012  | Cortina d'Ampezzo      | Super G          |
| 48 | 27 januari 2012  | Sankt Moritz           | Supercombinatie  |
| 49 | 28 januari 2012  | Sankt Moritz           | Afdaling         |
| 50 | 4 februari 2012  | Garmisch-Partenkirchen | Afdaling         |
| 51 | 26 februari 2012 | Bansko                 | Super G          |
| 52 | 9 maart 2012     | Åre                    | Reuzenslalom     |
| 53 | 14 maart 2012    | Schladming             | Afdaling         |
| 54 | 30 november 2012 | Lake Louise            | Afdaling         |
| 55 | 1 december 2012  | Lake Louise            | Afdaling         |
| 56 | 2 december 2012  | Lake Louise            | Super G          |
| 57 | 8 december 2012  | Sankt Moritz           | Super G          |
| 58 | 19 januari 2013  | Cortina d'Ampezzo      | Afdaling         |
| 59 | 26 januari 2013  | Maribor                | Reuzenslalom     |
| 60 | 6 december 2014  | Lake Louise            | Afdaling         |
| 61 | 20 december 2014 | Val-d'Isère            | Afdaling         |
| 62 | 18 januari 2015  | Cortina d'Ampezzo      | Afdaling         |
| 63 | 19 januari 2015  | Cortina d'Ampezzo      | Super G          |
| 64 | 25 januari 2015  | Sankt Moritz           | Super G          |
| 65 | 8 maart 2015     | Garmisch-Partenkirchen | Super G          |
| 66 | 18 maart 2015    | Méribel                | Afdaling         |
| 67 | 19 maart 2015    | Méribel                | Super G          |
| 68 | 4 december 2015  | Lake Louise            | Afdaling         |
| 69 | 5 december 2015  | Lake Louise            | Afdaling         |
| 70 | 6 december 2015  | Lake Louise            | Super G          |
| 71 | 12 december 2015 | Åre                    | Reuzenslalom     |
| 72 | 9 januari 2015   | Altenmarkt-Zauchensee  | Afdaling         |
| 73 | 10 januari 2015  | Altenmarkt-Zauchensee  | Super G          |
| 74 | 23 januari 2016  | Cortina d'Ampezzo      | Afdaling         |
| 75 | 24 januari 2016  | Cortina d'Ampezzo      | Super G          |
| 76 | 6 februari 2016  | Garmisch-Partenkirchen | Afdaling         |
| 77 | 21 januari 2017  | Garmisch-Partenkirchen | Afdaling         |
| 78 | 16 december 2017 | Val-d'Isère            | Super G          |
| 79 | 20 januari 2018  | Cortina d'Ampezzo      | Afdaling         |
| 80 | 3 februari 2018  | Garmisch-Partenkirchen | Afdaling         |
| 81 | 4 februari 2018  | Garmisch-Partenkirchen | Afdaling         |
| 82 | 14 maart 2018    | Åre                    | Afdaling         |